# Eine wahrlich große Familie
Eine wahrlich große Familie ist ein US-amerikanischer Dokumentarfilm aus dem Jahr 1966.

## Handlung
Der Film beschreibt das Leben der katholischen Familie Dukes aus Seattle. Das Ehepaar Bill und Louise lebt mit 18 Kindern in einem kleinen Haus. Spannungen unter den Familienmitgliedern und finanzielle Engpässe belasten das Familienleben.
Bill Dukes arbeitet als Montage-Inspektor beim Flugzeugbauer Boeing. Sein Verständnis seiner Vaterrolle ist von Louises Überzeugungen beeinflusst. Der Film konzentriert sich auf die Hochzeitsvorbereitungen für die älteste Tochter Bobbi.

## Auszeichnungen
1967 wurde der Film in der Kategorie Bester Dokumentarfilm für den Oscar nominiert.